# كونسيويلو فاندربلت
كونسيويلو فاندربلت (بالإنجليزية: Consuelo Vanderbilt) هي فاعلة خير أمريكية، ولدت في 2 مارس 1877 في نيويورك في الولايات المتحدة، وتوفيت في 6 ديسمبر 1964 في ساوثهامبتون ‏ في الولايات المتحدة.